# Cladosporium neriicola
Cladosporium neriicola är en svampart som beskrevs av S.A. Khan & M. Kamal 1974. Cladosporium neriicola ingår i släktet Cladosporium och familjen Davidiellaceae.   Inga underarter finns listade i Catalogue of Life.